# Barniewice (Gdańsk)

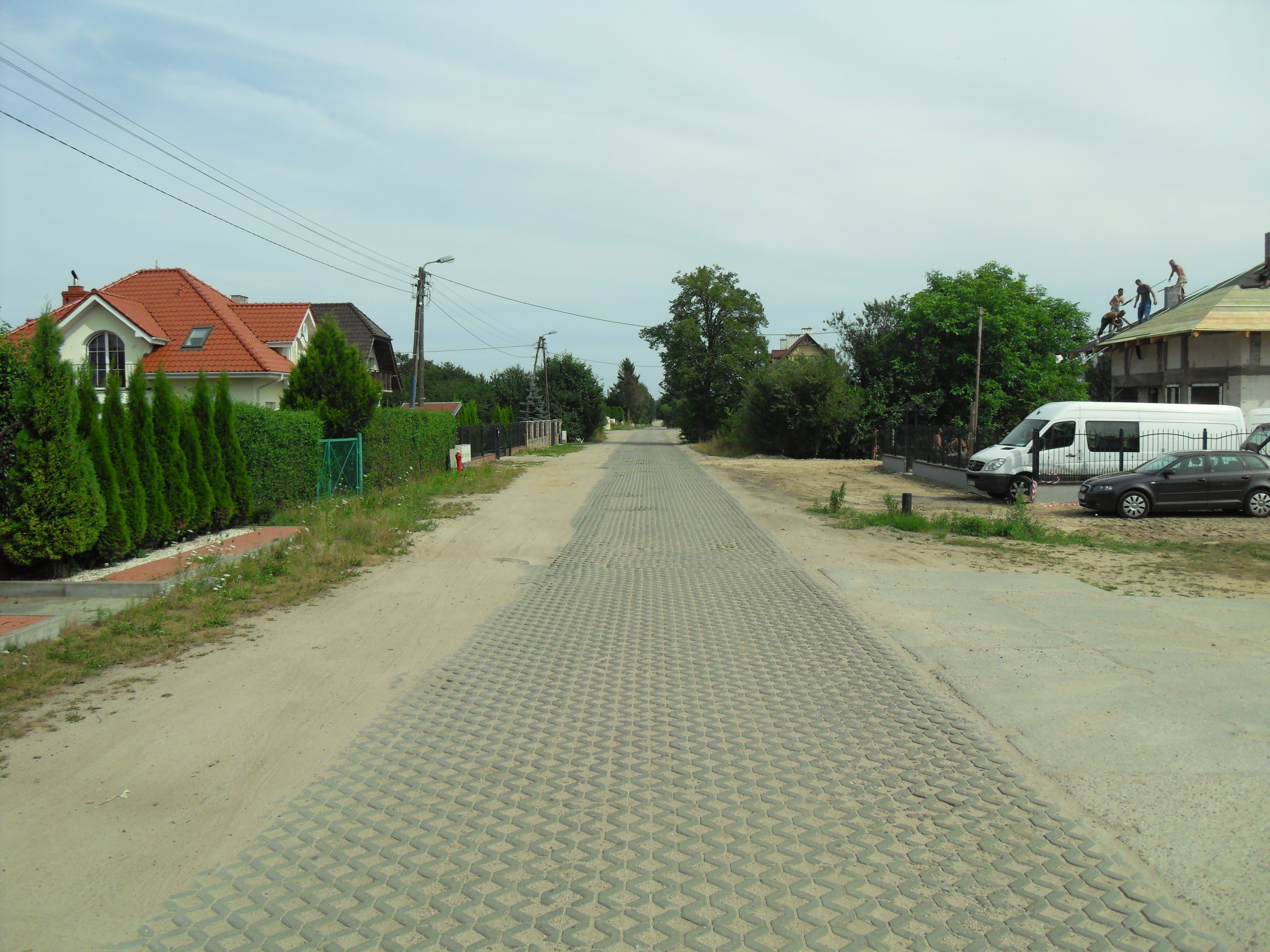
Barniewice

Barniewice (kaszb. Barniéwcz lub też Barniewice, niem. Barnewitz, dawniej Barnowiec, Barnowitz) – osiedle mieszkaniowe w Gdańsku, w dzielnicy Osowa. Leży na południowo-zachodnim krańcu dzielnicy, a jego zachodnia i południowa granica pokrywa się z granicą miasta.
Osiedle Barniewice to północna część wsi Barniewice, włączona w granice administracyjne miasta 1 stycznia 1973. Należy do okręgu historycznego Wyżyny.
Na granicy Barniewic z Nowym Światem znajduje się przesypownia wapieni i gipsów.